# پاتس هیل، نیو ساوت ولز
پاتس هیل (به انگلیسی: Potts Hill) یک حومه شهر در استرالیا است که در نیو ساوت ولز واقع شده‌است.